# Carnage
Carnage (matança en català) és un personatge de ficció de còmic de l'Univers Marvel en aquest univers es l'antagonista del superheroi, el personatge surt de la fusió entre Cletus Kasady, un assassí en sèrie, i d'un simbiont descendent del de Venom, que va ser trobat per Spiderman en les Secret Wars (1984-85). La primera aparició del personatge és a The Amazing Spider-Man (abril de 1992) i va ser creat per David Michelini i Mark Bagley. És pare, al seu torn, de Toxin.

## Biografia de ficció
Des de la seva infantesa més "tendra" Cletus Kasady va demostrar la seva passió per matar. Només tenia sis anys quan va matar la seva àvia tirant-la per les escales. Durant els següents anys va matar el seu gos, a diversos companys de classe i també va intentar matar diverses vegades la seva pròpia mare, la qual en adonar-se que el seu fill era un autèntic monstre intent matar-lo a ell, però el pare del nen ho va impedir i va matar la seva dona. Anys més tard Cletus va anar jutjat per una gran quantitat d'assassinats i va ser empresonat, compartint cel·la amb Eddie Brock.
Quan el simbiont d'Eddie va venir a buscar-ho per formar Venom (Verí) va deixar el seu plançó allà. Aquest altre simbiont es va unir a Cletus. Kasady des de sempre havia estat un assassí psicòpata molt perillós, ara unit a un simbiont que li atorgava una variant fins i tot més sagnant dels poders de Venom era la maldat personificada. Venom i Spiderman van haver d'unir les seves forces per detenir-lo.
Carnage ha passat llargues temporades en l'Institut Ravencroft per a bojos amb superpoders, encara que ha aconseguit escapar en diverses ocasions enfrontant-se a Spiderman o Venom. En una de les seves escapades va reunir un grup de dolents amb qui va causar el caos a New York entre els quals hi havia: Shriek (Crit), Demogoblin i el segon Carrion (Carronya). Va ser necessari no només la cooperació de Spiderman i Venom sinó també la de molts altres herois per derrotar-los, com el Capità Amèrica, la Gata Negra, Cloak i Dagger (Capa i Punyal), Iron Fist (Puny de Ferro) i fins i tot Morbius el Vampir Vivient.
A vegades el simbiont de Matança ha fugit sol abandonant Cletus, una vegada va intentar unir-se a Spiderman i en una altra es va unir a Silver Surfer (el Surfista Platejat, conegut per la traducció originària de l'editorial catalana Edicones Vértice d'Estela Plateada). D'aquesta última unió va néixer Cosmic Carnage (Matança Còsmica) un ésser amb un gran poder destructiu però al final el simbiont va tornar amb Kasady. Després d'aquesta experiència Silver Surfer va tancar a Matança en un capoll d'energia sòlida de la qual teòricament no podria escapar-se mai. Però Carnage va aconseguir alliberar-se i en el seu següent encontre|trobada amb Veneno aquest va absorbir el seu simbiont, però encara sense poders Kasady no ha deixat d'intentar matar a Venom i a Spiderman.
Kasady va recuperar el seu simbiont d'una forma no molt clara, i durant un enfrontament amb Spiderman, Carnage va anar tancat a la Zona Negativa, malgrat el qual va aconseguir tornar més tard.
El simbiont de Kasady va arribar a la necessitat biològica de procrear, per la qual cosa necessitava un portador. Tanmateix, Carnage volia assassinar el portador i la seva prole poc després del "part". Matança ho va intentar diverses vegades, però Verí, que volia educar al nou simbiont Toxin (Toxina), per convertir-lo en el seu aliat, ho va impedir. Més tard, el mateix Toxin va atacar a Carnage, ell deixant-se'l indefens i gairebé matant-lo. Aquest fet va originar que Carnage i Venom s'aliessin contra Toxin per destruir-lo, però ambdós van ser rebutjats per Spiderman, la Gata Negra i el mateix Toxin.
Carnage va anar empresonat a The Raft, una presó per a supercriminals situada a prop de Rikers Island. Quan Electro va causar una fuga massiva de les instal·lacions, Carnage va intentar escapar d'ella, però el Guaita el va atrapar i es va elevar volant fins a sobrepassar l'atmosfera. Allà va partir en dos a Carnage, sent donat per mort.

## Poders
El simbiont de Carnage li va donar a Kasady uns poders similars als de Venom. Tenia a més de la força, agilitat i velocitat molt superiors a la humana, la capacitat de "fondre's en l'ambient per camuflar-se" i una capacitat de recuperació comparable a la de Wolverine, a més el sentit aràcnid de Spiderman no el pot detectar. Al principi tenia força de nivell 15, similar al de Venom, però després el seu simbió va mutar augmentant la seva força fins a arribar a un màxim de nivell 50 Carnage a més comptava amb més poders que Venom, com ara la capacitat d'extreure i endurir parts del seu simbió per crear armes com ganivets, punxes, broquetes i tot tipus d'armes llancívoles, aquestes parts separades de la seva massa principal es mantenen sòlides durant uns 10 segons, després es tornen pols. Al principi Carnage tenia els mateixos punts febles que Venom: calor i so. Però en algun moment el simbiont de Kasady es va tornar immune al so però va aguditzar la seva debilitat a la calor. Aquestes habilitats extres fan pensar que potser el simbiont de Matança pugui ser un mutant dins de la raça dels simbiont.

## Còmics destacats
- Amazing Spider-Man #244
- Spider-Man #344 (Com a Cletus Kassay, 1991)
- Amazing Spider-Man #360 (Com a Matanza, 1992)